# Подземелья, подземелья и ещё больше подземелий
«Подземелья, подземелья и ещё больше подземелий» (англ. Dungeons, Dungeons, and More Dungeons) — 13 серия 2 сезона американского мультсериала «Гравити Фолз».

## Сюжет
Форд проводит эксперименты. Диппер хочет поработать с ним, но тот говорит, что эта слишком опасно.
В это время Стэн и Мэйбл готовятся к просмотру последней серии сериала «Утка-тив». Мэйбл также пишет родителям записку про двух Стэнов. Диппер покупает игру «Подземелья, подземелья и ещё больше подземелий». Он предлагает Мэйбл, Стэну и Зусу сыграть с ним, а они отказывают, назвав это «игрой для ботанов» и Дипперу приходится играть в игру с Гомперсом (козлом).
Во время игры козёл начинает жевать кубик. Диппер пытается отобрать его, но кубик отлетает под крыльцо. Диппер ползёт туда, но земля начинает сыпаться и он вместе с кубиком падает в лабораторию, где Форд проводит опыты. Последний ругает его, думая, что тот пробрался туда чтобы посмотреть на эксперименты, но вдруг видит знакомый кубик. Оказывается, что он тоже любил играть в «Подземелья, подземелья и ещё больше подземелий» в молодости. Форд и Диппер садятся играть в лаборатории. Диппер задаёт вопрос о том, что Форд видел в портале, тот не отвечает на него, но показывает кость с бесконечными гранями — вещь, которую он оттуда принёс.
Мэйбл, Гренда и Стэн хотят посмотреть финал «Утка-Тива», но Диппер и Форд перешли из подвала в комнату с телевизором, и теперь играют там. Стэн злится, и на предложение Форда присоединиться к игре, выбивает мешочек из его рук, тем самым вываливая в том числе кость из параллельного мира, который принёс Форд. На которой выпадает значок мага; и поток энергии из кости летит на коробку с игрой «Подземелья, подземелья и ещё больше подземелий» и около неё появляются маг Вероятник Мерзейший, огр, грифон и эльф. Они забирают Диппера и Форда в лес, чтобы Вероятник съел их мозги, ведь они — самые умные игроки, которых маг видел.
Стэн, Мэйбл, и Гренда, вооружившись, отправляются в лес, чтобы спасти Диппера и Форда. По пути им попадается огр, который пытается их задержать выполнением серии заданий для того, чтобы пройти дальше. Гренда бьёт огра креслом и тот вырубается. Пройдя дальше, они находят Вероятника со свитой и пленными, привязанными к дереву. Маг ставит условие: если они выиграют в «Подземелья, подземелья и ещё больше подземелий», то получат своих друзей обратно, а он уйдёт в своё измерение, но если проиграют, то он съест мозги Диппера и Форда. Вероятник уменьшает двух огров, Диппера, Форда и ставит их на доску. Бегая по игровому полю от огров, Форд и Диппер объясняют Стэну и Мэйбл, как играть. Они быстро схватывают правила игры и помогают им. Последним ходом, который бросает Стэн, он побеждает Вероятника и тот возвращается в своё измерение.
Вечером Диппер, Мэйбл, Стэн, Зус и Гренда смотрят повтор финала «Утка-тива». Позже Диппер с Фордом закрывают на замок шкафчик с костью. Форд начинает доверять Дипперу и решает показать ему демонтированный портал и межпространственную трещину — то, что получилось в результате включения портала и просит об этом никому не рассказывать, даже своей сестре.

## Вещание
В день премьеры эпизод посмотрели 1,22 млн человек.

## Отзывы критиков
Обозреватель развлекательного веб-сайта The A.V. Club Аласдер Уилкинс поставил эпизоду оценку «B+», отметив, что «в эпизоде рассматривается взаимодействие двух наборов близнецов друг с другом. Серия является относительно глупой, но когда Мэйбл и Стэн приходят на помощь Дипперу и Форду: Мэйбл раскрывает всю силу своего безграничного воображения, а Стэн показывает, что нет такой игры, которую он не смог бы подстроить, даже против межпространственного волшебника с фиксацией на поедании мозгов».

## Криптограммы
- Шифр в конце титров: VXFQLKB-AYRTHHEJ!. После расшифровки шифром Виженера получается EXCELSI-WHATEVER! (рус. Эксельси-всё что угодно!)[4].
- На странице в конце титров есть криптограммы 17-23-11-19-5 23-6-19 17-6-19-23-4 20-15-5-4-6-23-21-4-15-9-10-5 22-3-4 5-11-23-12-12 4-16-15-10-17-5 16-23-2-19 21-16-23-15-10 6-19-23-21-4-15-9-10-5. После декодировки получается FUN AND GAMES ARE GREAT DISTRACTIONS BUT SMALL THINGS CAN HAVE CHAIN REACTIONS (рус. Веселье и игры прекрасно отвлекают, но маленькие вещи могут запустить цепную реакцию)[4].